# Trogidae
Trogidae je čeleď brouků z nadčeledi Scarabaeoidea. Vyskytují se celosvětově a jsou nápadní svým bradavičnatým nebo vrásčitým povrchem. Čeleď obsahuje asi 300 druhů ve třech rodech .

## Taxonomie

### Omorgus
Omorgus acinus Scholtz, 1980 (Tanzanie)
Omorgus alternans (MacLeay, 1827) (Austrálie)
Omorgus amitinus Kolbe, 1904 (Keňa)
Omorgus asper LeConte, 1854 (Jih USA, Mexiko)
Omorgus asperulatus Harold, 1872 (Jižní Afrika)
Omorgus australasiae (Erichson, 1842) (Austrálie)
Omorgus baccatus Gerstaecker, 1867 (Keňa, Tanzanie)
Omorgus badeni (Harold, 1872) (Brazílie, Kolumbie)
Omorgus batesi (Harold, 1872) (Argentina, Brazílie)
Omorgus birmanicus Arrow, 1927 (Jihovýchodní Asie)
Omorgus borgognoi Marchand, 1902 (Mauritánie, Mali, Čad)
Omorgus borrei (Harold, 1872) (Uruguay, Argentina)
Omorgus brucki Harold, 1872 (Austrálie)
Omorgus candezei Harold, 1872 (Argentina)
Omorgus capillaceus Scholtz, 1990 (Kolumbie)
Omorgus carinatus Loomis, 1922 (Jih USA až Mexiko)
Omorgus ciliatus (Blanchard, 1846)
Omorgus consanguineus Peringuey, 1901 (Demokratická republika Kongo, Zimbabwe, Namibie)
Omorgus costatus (Wiedemann, 1823) (Austrálie až Indie a Čína)
Omorgus crotchi Harold, 1871 (Austrálie)
Omorgus denticulatus (Olivier, 1789) (Afrika)
Omorgus desertorum Harold, 1872 (Madagaskar, Egypt, Arábie)
Omorgus discedens Haaf, 1954 (Somálsko, Tanzanie)
Omorgus elevatus Harold, 1872 (Angola, Namibie)
Omorgus endroedyi Scholtz, 1979 (Namibie, Angola)
Omorgus expansus Arrow, 1900 (Somálsko)
Omorgus eyrensis Blackburn, 1904 (Austrálie)
Omorgus foveolatus Boheman, 1860 (Madagaskar, Namibie)
Omorgus freyi Haaf, 1954 (Jižní Afrika)
Omorgus fuliginosus Robinson, 1941 (Kostarika až Texas)
Omorgus funestus Lansberge, 1886 (Angola)
Omorgus gemmatus (Olivier, 1789) (Afrika, Arábie)
Omorgus glaber Scholtz, 1980 (Tanzanie) (= Afromorgus lindemannae)
Omorgus granulatus (Herbst, 1783) (Indie, Srí Lanka)
Omorgus guttalis Haaf, 1954 (Afrika)
Omorgus inclusus Walker, 1858 (Srí Lanka až Čína)
Omorgus indicus Harold, 1872 (Indie, Thajsko, Čína)
Omorgus indigenus Scholtz, 1990 (Galapágy)
Omorgus inflatus Loomis, 1922 (Arizona, Texas, Mexiko)
Omorgus insignicollis Blackburn, 1896 (Austrálie)
Omorgus insignis Haaf, 1954 (Namibie, Angola)
Omorgus italicus Reiche, 1853 (Itálie, Indie, Čína)
Omorgus litigiosus
Omorgus lobicollis Arrow, 1927 (jižní Barma)
Omorgus loxus Vaurie, 1955 (Brazílie až Mexiko)
Omorgus lugubris Haaf, 1954 (Keňa, Tanzanie)
Omorgus melancholicus (Fahraeus, 1857) (Madagaskar, Afrika)
Omorgus mentitor Blackburn, 1896 (Austrálie)
Omorgus mictlensis Deloya, 1995 (Mexiko)
Omorgus mollis Arrow, 1927 (Indonesia, Malaysia)
Omorgus monachus (Herbst, 1790) (Mexiko, Jih USA)
Omorgus mutabilis Haaf, 1954 (Afrika)
Omorgus nanningensis Pittino, 2005 (Čína)
Omorgus niloticus Harold, 1872 (Afrika)
Omorgus nocheles Scholtz, 1990 (Argentina)
Omorgus nodicollis Macleay, 1888 (Západní Austrálie)
Omorgus nodosus (Robinson, 1940) (Texas)
Omorgus nomadicus Scholtz, 1980 (Saúdská Arábie)
Omorgus obesus Scholtz, 1980 (Afrika)
Omorgus omacanthus Harold, 1872 (Indie)
Omorgus pauliani Haaf, 1954 (Laos, Vietnam)
Omorgus persuberosus Vaurie, 1962 (Jižní Amerika)
Omorgus peruanus Erichson, 1847 (Jižní Amerika) (=Polynoncus peruanus)
Omorgus ponderosus Peringuey, 1901 (Afrika)
Omorgus principalis Haaf, 1954 (Afrika)
Omorgus procerus Harold, 1872 (Afrika, Arábie)
Omorgus punctatus (Germar, 1824) (Mexiko až jih USA)
Omorgus quadridens
Omorgus radula (Erichson, 1843) (Afrika)
Omorgus rodriguezae Deloya, 2005 (Mexiko)
Omorgus rubricans (Robinson, 1946) (Texas, Mexiko)
Omorgus rusticus Fahraeus, 1857 (Afrika)
Omorgus scabrosus (Palisot de Beauvois, 1818) (Kanada až jih USA)
Omorgus scutellaris (Say, 1823) (Jih USA až Mexiko)
Omorgus senegalensis Scholtz, 1983 (Senegal)
Omorgus spatulatus Vaurie, 1962 (Argentina)
Omorgus squalidus (Afrika, Madagaskar, Saúdská Arábie)
Omorgus squamosus
Omorgus stellatus
Omorgus subcarinatus (MacLeay, 1864) (Austrálie, Nová Guinea)
Omorgus suberosus (Fabricius, 1775) (Španělsko, jih USA až Jižní Amerika, Austrálie)
Omorgus tessellatus LeConte, 1854 (Mexiko)
Omorgus testudo Arrow, 1927 (Barma)
Omorgus texanus LeConte, 1854 (Texas)
Omorgus tomentosus (Robinson, 1941) (Mexiko)
Omorgus tuberosus Klug, 1855 (Afrika)
Omorgus tytus (Robinson, 1941) (USA)
Omorgus umbonatus LeConte, 1854 (Texas)
Omorgus unguicularis Haaf, 1954 (Afrika)
Omorgus varicosus (Erichson, 1843) (Angola)
Omorgus villosus
Omorgus wittei Haaf, 1955 (Afrika)
Omorgus zumpti Haaf, 1957 (Afrika)

### Phoberus
Phoberus capensis (Scholtz)

### Polynoncus
Polynoncus aeger (Guerin-Meneville, 1844) (Jižní Amerika)
Polynoncus aricensis (Gutierrez, 1950) (Jižní Amerika)
Polynoncus bifurcatus (Vaurie, 1962) (Jižní Amerika)
Polynoncus brasiliensis (Vaurie, 1962) (Jižní Amerika)
Polynoncus brevicollis (Eschscholtz, 1822) (Jižní Amerika)
Polynoncus bullatus (Curtis, 1845) (Chile, Argentina)
Polynoncus burmeisteri Pittino, 1987 (Argentina)
Polynoncus chilensis (Harold, 1872) (Chile, Argentina)
Polynoncus diffluens (Vaurie, 1962) (Chile)
Polynoncus ecuadorensis Vaurie, 1962 (Ekvádor)
Polynoncus erugatus Scholtz, 1990 (Argentina)
Polynoncus galapagoensis (Van Dyke, 1953) (Galapagos Islands)
Polynoncus gemmifer (Blanchard, 1846) (Jižní Amerika)
Polynoncus gemmingeri (Harold, 1872) (Panama až Argentina)
Polynoncus gibberosus Scholtz, 1990 (Chile)
Polynoncus gordoni (Steiner, 1981) (Peru)
Polynoncus guttifer (Harold, 1868) (Jižní Amerika)
Polynoncus haafi Vaurie, 1962 (Argentina)
Polynoncus hemisphaericus (Burmeister, 1876) (Argentina, Chile)
Polynoncus juglans (Ratcliffe, 1978) (Brazílie, Guyana)
Polynoncus longitarsis (Harold, 1872) (Argentina, Chile)
Polynoncus mirabilis Pittino, 1987 (Chile, Argentina)
Polynoncus neuquen (Vaurie, 1962) (Chile, Argentina)
Polynoncus parafurcatus (Pittino, 1987) (Argentina, Brazílie)
Polynoncus patagonicus (Blanchard, 1846) (Argentina)
Polynoncus patriciae Pittino, 1987 (Argentina, Uruguay)
Polynoncus pedestris (Harold, 1872) (Argentina)
Polynoncus peruanus (Erichson, 1847) (Jižní Amerika)
Polynoncus pilularius (Germar, 1824) (Jižní Amerika)
Polynoncus sallei (Harold, 1872) (Madagaskar?, Ekvádor, Peru)
Polynoncus seymourensis (Mutchler, 1925) (Galapágy)
Polynoncus tenebrosus (Harold, 1872) (Ekvádor)

### Trox
Trox acanthinus Harold, 1872 (Mexiko)
Trox aculeatus Harold, 1872 (Jižní Afrika)
Trox aequalis Say, 1831 (Kanada až Mexiko)
Trox affinis Robinson, 1940 (USA)
Trox alatus Macleay, 1888 (Austrálie)
Trox alius Scholtz, 1986 (Západní Austrálie)
Trox amictus Haaf, 1954 (Austrálie)
Trox antiquus Wickham, 1909 (fosilie:oligocen Florissant Fossil Beds National Monument, USA)
Trox aphanocephalus Scholtz, 1986 (Austrálie)
Trox arcuatus Haaf, 1953 (Jižní Afrika)
Trox atrox LeConte, 1854 (USA)
Trox augustae Blackburn, 1892 (Austrálie)
Trox boucomonti Paulian, 1933 (Čína, Vietnam)
Trox braacki Scholtz, 1980 (Jižní Afrika)
Trox brahminus Pittino, 1985 (Indie až Vietnam)
Trox brincki Haaf, 1958 (Lesotho)
Trox cadaverinus Illiger, 1801 (Evropa až Čína)
Trox caffer Harold, 1872 (Jižní Afrika)
Trox cambeforti Pittino, 1985 (Čína)
Trox cambodjanus Pittino, 1985 (Kambodža, Laos)
Trox candidus Harold, 1872 (Austrálie)
Trox capensis Scholtz, 1979 (Jižní Afrika)
Trox capillaris Say, 1823 (Kanada až jih USA)
Trox carinicollis Scholtz, 1986 (Západní Austrálie)
Trox ciliatus Blanchard, 1846 (Argentina, Bolívie)
Trox clathratus (Reiche, 1861) (Korsika)
Trox conjunctus Petrovitz, 1975 (Čína)
Trox consimilis Haaf, 1953 (Jižní Afrika)
Trox contractus Robinson, 1940 (Texas)
Trox coracinus Gmelin, 1788
Trox cotodognanensis Compte, 1986 (Španělsko)
Trox cribrum Gené, 1836 (Francie, Sardinie)
Trox cricetulus Ádám, 1994 (Chorvatsko, Španělsko)
Trox curvipes Harold, 1872 (Austrálie)
Trox cyrtus Haaf, 1953 (Jižní Afrika)
Trox demarzi Haaf, 1958 (Austrálie)
Trox dhaulagiri Paulus, 1972 (Nepal)
Trox dilaticollis Macleay, 1888 (Austrálie)
Trox dohrni Harold, 1871 (Západní Austrálie)
Trox doiinthanonensis Masumoto, 1996 (Thajsko)
Trox elderi Blackburn, 1892 (Jižní Austrálie)
Trox elongatus Haaf, 1954 (Severní Austrálie)
Trox erinaceus LeConte, 1854 (Jižní Karolína)
Trox euclensis Blackburn, 1892 (Austrálie)
Trox eversmanni Krynicky, 1832 (Střední Evropa až Sibiř)
Trox fabricii Reiche, 1853 (Španělsko, Sicílie až Severní Afrika)
Trox fascicularis Wiedemann, 1821 (Jižní Afrika)
Trox fascifer LeConte, 1854 (Kalifornie)
Trox floridanus Howden & Vaurie, 1957 (Florida)
Trox formosanus Nomura, 1973 (Tchaj-wan)
Trox foveicollis Harold, 1857 (USA)
Trox frontera Vaurie, 1955 (Texas)
Trox gansuensis Ren, 2003 (Čína)
Trox gemmulatus Horn, 1874 (Kalifornie)
Trox gigas Harold, 1872 (Austrálie)
Trox gonoderus Fairmaire, 1901 (Madagaskar)
Trox granuliceps Haaf, 1954 (Austrálie)
Trox granulipennis Fairmaire, 1852 (Severní Afrika až Španělsko a Střední Východní)
Trox gunki Scholtz, 1980 (Jižní Afrika)
Trox hamatus Robinson, 1940 (USA)
Trox hispidus (Pontoppidan, 1763) (Evropa)
Trox horridus Fabricius, 1775 (Jižní Afrika)
Trox howdenorum Scholtz, 1986 (Západní Austrálie)
Trox howelli Howden & Vaurie, 1957 (Florida, Texas)
Trox ineptus Balthasar, 1931 (Bajkal)
Trox insularis Chevrolat, 1864 (Jih USA, Cuba)
Trox kerleyi Masumoto, 1996 (Thajsko)
Trox kiuchii Masumoto, 1996 (Thajsko)
Trox klapperichi Pittino, 1983 (Turecko až Saúdská Arábie, Střední Východ)
Trox kyotensis Ochi & Kawahara, 2000 (Japonsko)
Trox lama Pittino, 1985 (Tibet)
Trox laticollis LeConte, 1854 (New York)
Trox leonardii Pittino, 1983 (Španělsko až Severní Afrika, Izrael)
Trox levis Haaf, 1953 (Jižní Afrika)
Trox litoralis Pittino, 1991 (Jižní Evropa: Itálie až Řecko)
Trox luridus Fabricius, 1781 (Jižní Afrika)
Trox lutosus Marsham, 1802 (Velká Británie)
Trox mandli Balthasar, 1931 (Bajkal)
Trox mariae Scholtz, 1986 (Západní Austrálie)
Trox mariettae Scholtz, 1986 (Severní Austrálie)
Trox marshalli Haaf, 1957 (Austrálie)
Trox martini (Reitter, 1892) (Severní Afrika)
Trox matsudai Ochi & Hori, 1999 (Japonsko)
Trox maurus Herbst, 1790
Trox montanus Kolbe, 1891 (Afrika)
Trox monteithi Scholtz, 1986 (Austrálie)
Trox morticinii Pallas, 1781 (Střední Asie)
Trox mutsuensis Nomura, 1937 (Japonsko)
Trox nama Kolbe, 1908 (Jižní Afrika)
Trox nanniscus Peringuey, 1901 (Jižní Afrika)
Trox nasutus Harold, 1872 (Jižní Afrika)
Trox natalensis Haaf, 1954 (Jižní Afrika)
Trox necopinus Scholtz, 1986 (Zambie)
Trox niger Rossi, 1792
Trox nigrociliatus Kolbe, 1904 (Etiopie)
Trox nigroscobinus Scholtz, 1986 (Západní Austrálie)
Trox niponensis Lewis, 1895 (Japonsko)
Trox nodulosus Harold, 1872 (Sardinie, Korsika)
Trox nohirai Nakane, 1954 (Japonsko)
Trox novaecaledoniae Balthasar, 1966 (Nová Kaledonie)
Trox opacotuberculatus Motschulsky, 1860 (Japonsko, Tchaj-wan)
Trox oustaleti Scudder, 1879 (fossilie: eocene; Nine-mile Creek, Britská Kolumbie)
Trox ovalis Haaf, 1957 (Severní Austrálie)
Trox pampeanus Burmeister, 1876 (Argentina)
Trox parvicollis Scholtz, 1986 (Severní Austrálie)
Trox pastillarius Blanchard, 1846 (Jižní Amerika)
Trox pellosomus Scholtz, 1986 (Austrálie)
Trox penicillatus Fahraeus, 1857 (Jižní Afrika)
Trox perhispidus Blackburn, 1904 (Austrálie)
Trox perlatus Geoffroy, 1762 (Velká Británie až Španělsko a Itálie)
Trox perrieri Fairmaire, 1899 (Madagaskar)
Trox perrisii Fairmaire, 1868 (Evropa, Severní Afrika)
Trox placosalinus Ren, 2003 (Čína)
Trox planicollis Haaf, 1953 (Jižní Afrika)
Trox plicatus Robinson, 1940 (Jih USA)
Trox poringensis Ochi, Kon & Kawahara, 2005 (Borneo, Java)
Trox puncticollis Haaf, 1953 (Saúdská Arábie)
Trox pusillus Peringuey, 1908 (Afrika)
Trox quadridens Blackburn, 1892 (Austrálie)
Trox quadrimaculatus Ballion, 1870 (Turkestan)
Trox quadrinodosus Haaf, 1954 (Austrálie)
Trox regalis Haaf, 1954 (Austrálie)
Trox rhyparoides (Harold, 1872) (Afrika)
Trox rimulosus Haaf, 1957 (Indie)
Trox robinsoni Vaurie, 1955 (Kanada až Texas)
Trox rotundulus Haaf, 1957 (Austrálie)
Trox rudebecki Haaf, 1958 (Jižní Afrika)
Trox sabulosus (Linnaeus, 1758) (Velká Británie až Sibiř)
Trox salebrosus Macleay, 1872 (Austrálie)
Trox scaber (Linnaeus, 1767) (Severní Afrika, Jižní Amerika, Austrálie)
Trox semicostatus Macleay, 1872 (Austrálie)
Trox setifer Waterhouse, 1875 (Japonsko)
Trox setosipennis Blackburn, 1904 (Austrálie)
Trox sonorae LeConte, 1854 (Kanada až Nové Mexiko)
Trox sordidatus Balthasar, 1936 (Jihovýchodní Evropa)
Trox sordidus LeConte, 1854 (Kanada až Texas)
Trox spinulosus Robinson, 1940 (USA)
Trox squamiger Roth, 1851 (Afrika, Arábie)
Trox squamosus Macleay, 1872 (Austrálie, Nová Guinea)
Trox stellatus Harold, 1872 (Západní Austrálie)
Trox strandi Balthasar, 1936 (Alžírsko)
Trox striatus Melsheimer, 1846 (USA)
Trox strigosus Haaf, 1953 (Jižní Afrika)
Trox strzeleckensis Blackburn, 1895 (Austrálie)
Trox sugayai Masumoto & Kiuchi, 1995 (Japonsko)
Trox sulcatus Thunberg, 1787 (Jižní Afrika)
Trox taiwanus Masumoto, Ochi & Li, 2005 (Tchaj-wan)
Trox talpa Fahraeus, 1857 (Jižní Afrika)
Trox tasmanicus Blackburn, 1904 (Tasmánie)
Trox tatei Blackburn, 1892 (Austrálie)
Trox terrestris Say, 1825 (USA)
Trox tibialis Masumoto, Ochi & Li, 2005 (Tchaj-wan)
Trox torpidus Harold, 1872 (Střední Amerika)
Trox transversus Reiche, 1856 (Řecko, Sýrie, Turecko)
Trox trilobus Haaf, 1954 (Austrálie, Nová Guinea)
Trox tuberculatus (De Geer, 1774) (USA)
Trox uenoi Nomura, 1961 (Japonsko)
Trox unistriatus Palisot de Beauvois, 1818 (Kanada až Texas)
Trox variolatus Melsheimer, 1846 (Kanada až Mexiko)
Trox villosus Haaf, 1954 (Austrálie)
Trox yamayai Nakane, 1983 (Japonsko)
Trox yangi Masumoto, Ochi & Li, 2005 (Tchaj-wan)
Trox zoufali Balthasar, 1931 (Tchaj-wan)